# Béoux
Cet article possède des paronymes, voir Abéou et Buoux.
Le Béoux (ou la Béoux) est un torrent qui coule dans le département français des Hautes-Alpes. Il prend sa source sur le flanc est du Garnesier, au sud-ouest du massif du Dévoluy, et se jette dans le Petit Buëch à l'est de Veynes. C'est donc un sous-affluent du Rhône par la Durance.

## Dénomination
Le SANDRE et l'IGN, qui sont les références en matière de toponymie géographique française, le nomment le Béoux, au masculin. L'administration de l'équipement indique la Béoux sur les panneaux routiers de la D 994 lors de son franchissement. Dans son Dictionnaire topographique des Hautes-Alpes, l'historiographe Joseph Roman le nomme la Béoux, et donne plusieurs références historiques au féminin : la Beous, la Beos (XIIIe et XVIe siècles). Or le cours supérieur du torrent, en amont de la Cluse, est nommé, aussi bien par le SANDRE que par l'IGN et les cartes Michelin, torrent de l'Abéou. De « l'Abéou » à « la Béoux », le glissement paraît évident. La masculinisation l'est moins.

## Cours
Le torrent de l'Abéou est la réunion d'une multitude de ruisseaux épisodiques qui drainent les pentes d'un cirque formé par la partie sud de la crête des Aiguilles à l'ouest et au sud-ouest, la crête du Vallon au nord, et le Chauvet au nord-est. Il se dirige d'abord vers le sud-est, et n'a un cours permanent qu'à la sortie du cirque, peu avant le défilé le menant à la Cluse. Là il reçoit son principal affluent de rive gauche, le ruisseau de Mouche-Chat, qui descend du col du Festre. Il prend alors, sous le nom de Béoux, la direction du sud, qu'il conserve jusqu'à atteindre le petit Buech. Dans cette seconde partie de son cours il franchit notamment le défilé de Potrachon, où la route, au débouché d'un tunnel, saute d'une rive à l'autre par un pont audacieux entre deux falaises rocheuses. Le Béoux coupe alors la pointe nord-ouest de la commune de Montmaur, puis sert de limite entre celle-ci et Veynes. Le confluent se situe sur la commune de Furmeyer, que le Béoux a atteinte peu avant.
Les communes arrosées, au nombre de 4, sont Dévoluy, Montmaur, Veynes et Furmeyer, appartenant toutes au canton de Veynes.